# Лавлейс, Линда
Ли́нда Сью́зан Бо́рман (англ. Linda Susan Boreman, более известная как Ли́нда Ла́влейс англ. Linda Lovelace; 10 января 1949 года, Бронкс, Нью-Йорк, США — 22 апреля 2002 года, Денвер, Колорадо) — американская порноактриса, мемуаристка и общественный деятель. Наиболее известна главной ролью в порнофильме 1972 года «Глубокая глотка», который получил широкую известность среди массовой аудитории. Также снялась в нескольких других менее успешных эротических и порнографических картинах. Впоследствии Борман утверждала, что снималась в порнографии по принуждению со стороны своего бывшего мужа Чака Трейнора. Она стала христианкой, феминисткой и активисткой движения против порнографии, а также опубликовала несколько автобиографических книг. Борман погибла в автокатастрофе на 54-м году жизни.

## Ранние годы

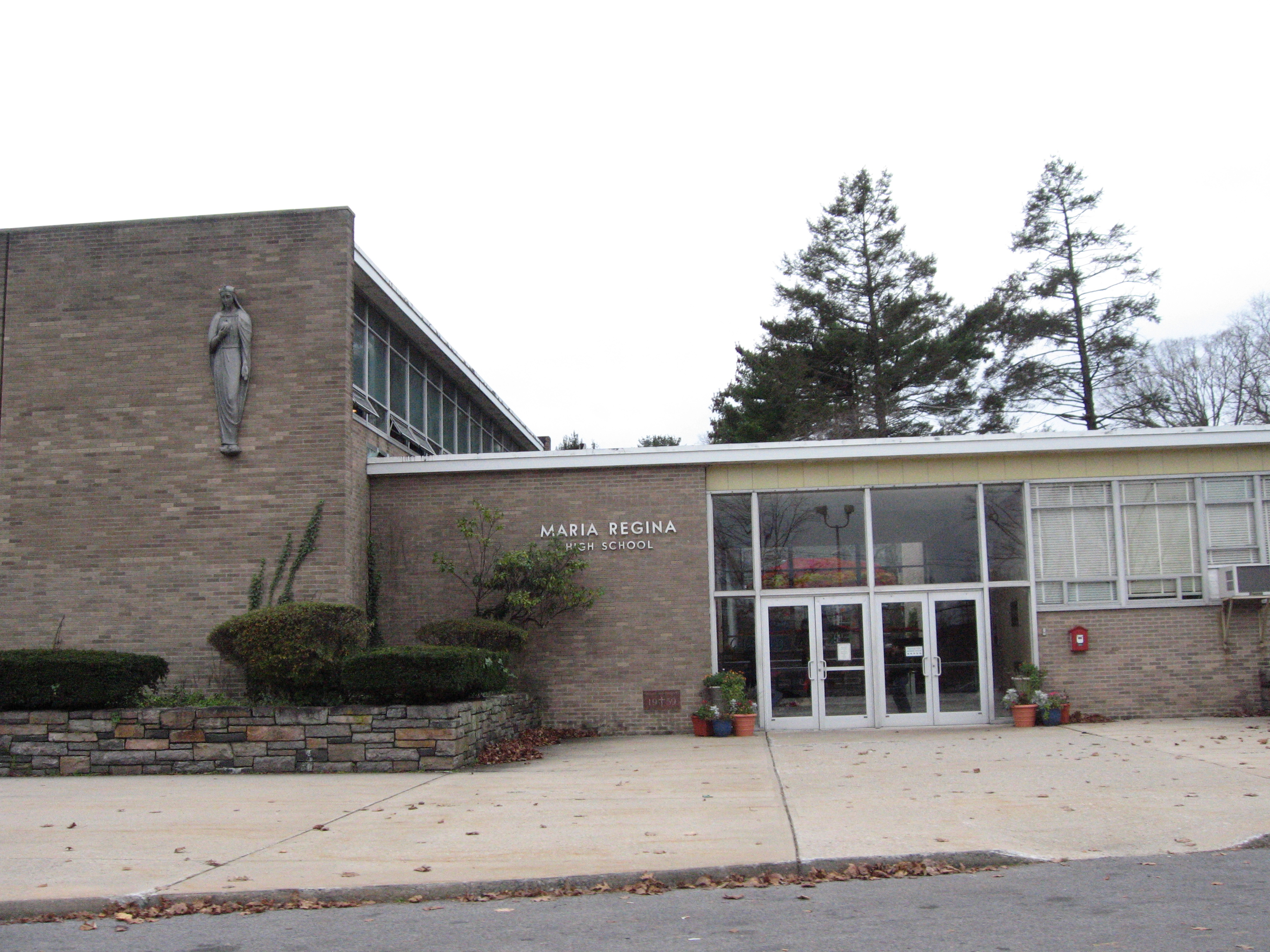
Средняя школа Святой Богоматери в Хартсдейле, в которой училась Линда Борман

Линда Борман родилась в 1949 году в Бронксе в семье Джона и Дороти Борманов. Когда Борман было 3 года, семья переехала в Йонкерс. Её родители придерживались строгих пуританских взглядов. Отец Линды был полицейским и часто отсутствовал дома, мать же имела тяжёлый и властный характер и практиковала физические наказания. Впоследствии в автобиографиях Борман писала, что мать избивала её с 4 лет за малейшие провинности. Линда Борман посещала католические школы и хотела стать монахиней. В старших классах её прозвали «мисс святошей», потому что она избегала свиданий и интимных отношений. По словам приходского священника, у которого Борман состояла в приходе, она была «лучшей из его прихожанок». Когда Линде Борман было 16, её отец вышел на пенсию, и семья переехала в город Дейви, штат Флорида.
В возрасте 19 или 20 лет Линда Борман родила первого ребёнка, отец его неизвестен. Ребёнок был отправлен в детский дом, по словам Борман — по настоянию её матери. В дальнейшем Борман переехала в Нью-Йорк для обучения в компьютерной школе. Она также хотела открыть свой бутик. В Нью-Йорке она вскоре пострадала в ДТП. Во время лечения ей по ошибке сделали переливание крови, заражённой гепатитом C. После этого Борман вернулась домой к родителям в Форт-Лодердейл на время выздоровления.

## Карьера в порнографии
Во время проживания с родителями в 1969 году Борман познакомилась с хозяином бара и сутенёром Чаком Трейнором. Через несколько недель они вместе поехали жить в Нью-Йорк. По словам Борман, вскоре выяснилось, что Трейнор был алкоголиком и домашним тираном. Она рассказывала, что Трейнор избивал её, накачивал наркотиками, гипнотизировал, позволял разным мужчинам её насиловать и, угрожая пистолетом, принуждал к занятиям проституцией и к съёмкам в порнографии. В 1971 году Трейнор женился на Борман. По её словам, брак был ему нужен, чтобы жена могла отказаться давать против него показания на суде по торговле наркотиками. Тогда же Борман перенесла подпольные инъекции силикона для увеличения груди, ещё до изобретения силиконовых имплантов.
Первыми работами Борман в области порнографии были появления в короткометражных немых порнографических фильмах, снятых на 8-миллиметровые камеры. Она взяла себе псевдоним Линда Лавлейс. В 1969 году Лавлейс снялась в главной роли в порнографическом фильме Dogarama (также известен как Dogfucker), где были показаны анальный секс и зоофилия с её участием. Впоследствии она отрицала факт появления в этом фильме, пока оригинальные кадры не подтвердили обратное. В дальнейшем Борман утверждала, что снималась в этом фильме под дулом пистолета. Порноактёр Эрик Эдвардс, присутствовавший на съёмках, в интервью 2013 года заявил, что не видел каких-либо явных признаков принуждения актрисы. По словам историка кино Джима Холлидэя, из 6 опрошенных им участников съёмочной команды лишь сама Лавлейс утверждала о насилии. В 1971 году Линда Лавлейс снялась в порнофильме на тематику золотого дождя Piss Orgy.
Линда Лавлейс о съёмках в порнофильмах:

Нигде я не чувствую себя настолько уверенно и спокойно, как на съёмочной площадке. Здесь, если угодно, мой дом и моя семья — каждый из актеров, которому я отдаюсь на экране, в этот момент для меня муж. О какой эксплуатации тел можно вести разговор при таких отношениях между нами?

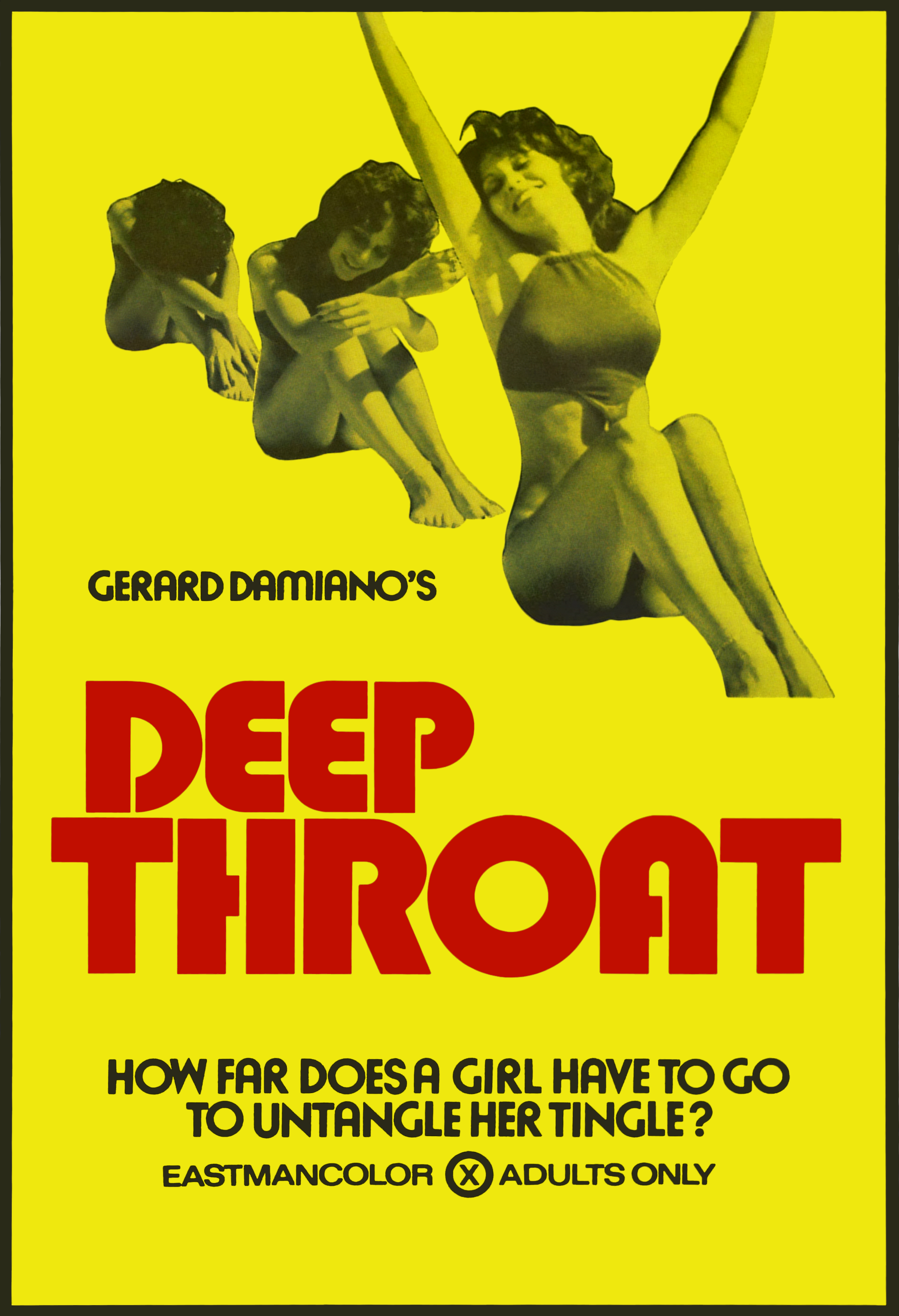
Плакат фильма «Глубокая глотка»

В 1972 году Линда Лавлейс сыграла главную роль в порнофильме «Глубокая глотка», где был продемонстрирован одноимённый приём орального секса. Режиссёр фильма Джерард Дамиано познакомился с супругами на вечеринке свингеров, где был так впечатлён способностями Лавлейс, что решил снять ленту исключительно о ней. Съёмки фильма заняли две недели, по другим данным — менее недели. По словам Линды Лавлейс, Трейнор избил её в ночь перед началом съёмок, и в фильме видны синяки у неё на ногах. По сюжету, у персонажа Линды Лавлейс клитор находится в горле, и она вынуждена прибегать к этой технике, чтобы получить сексуальное удовольствие. В картине было показано 15 половых актов. Фильм принёс большой успех актрисе и установил новые стандарты в порноиндустрии. Он стал первой картиной в истории порнографии, которая получила широкую популярность среди массовой аудитории и собрала более 30 млн $ (по другим данным, до 600 млн) в прокате. Сама же Лавлейс, по её словам, не получила какой-либо платы за работу в фильме, а её гонорар в размере 1200 $ забрал супруг. Запрет к прокату и судебные преследования по непристойности во многих штатах США лишь подстегнули интерес у аудитории. Популярны стали футболки и наклейки на бампер, посвящённые Линде Лавлейс.
По истечении трёх месяцев после выхода фильма Линда Лавлейс отправилась по США с лекциями о технике исполнения «глубокой глотки». Она говорила, что получает сотни писем в день, в том числе от священнослужителей и психологов. В своих интервью порноактриса превозносила экзотические виды секса как путь к освобождению личности. Она появилась на обложках журналов Esquire и Playboy. В декабре 1973 года Лавлейс начала играть главную роль в спектакле Pajama Tops в театре Locust Theatre (Филадельфия). Постановка была негативно принята критиками и зрителями и вскоре закрыта. Работа Лавлейс была подвергнута резкой критике.
На волне успеха «Глубокой глотки» Линда Лавлейс снялась в фильме «Глубокая глотка 2» с рейтингом R и в комедии на политические темы «Линду Лавлейс в президенты». Однако последующие картины с участием Лавлейс не имели такого большого успеха. В дальнейшем были сняты многочисленные продолжения «Глубокой глотки» уже с другими актёрами. В 1974 году были выпущены компиляции старых видео с Линдой Лавлейс The Confessions of Linda Lovelace и Linda Lovelace Meets Miss Jones. Тогда же она опубликовала две автобиографии Inside Linda Lovelace и The Intimate Diary of Linda Lovelace, где положительно отзывалась о работе в порнографии и назвала «свободный раскованный секс наиболее раскрепощающей формой человеческого самовыражения с тех пор, как человек научился говорить».
Вместе с супругом Линда Лавлейс регулярно употребляла наркотики в сочетании с обезболивающими. В 1974 году она была арестована в Лас-Вегасе за хранение кокаина и амфетамина.
В 1975 году Линда Лавлейс ушла от Трейнора к Дэвиду Уинтерсу, продюсеру картины «Линду Лавлейс в президенты». По данным Daily Mail, Лавлейс удалось сбежать от мужа в Лас-Вегасе, где она выступала в кабаре. Она замаскировалась с помощью парика и запрыгнула на заднее сиденье к подруге. Трейнор на следующий год женился на Мэрилин Чэмберс, которая ранее появилась в главной роли в порнофильме 1972 года «За зелёной дверью». Сам Трейнор заявил, что с радостью развёлся с Линдой Лавлейс, а его новая супруга в отличие от неё была талантливой.
Трейнор и Чэмберс развелись в 1985 году. Издание The Daily Beast отмечает, что несмотря на то, что Чэмберс также снялась в знаковом порнофильме того же года и даже была замужем за тем же мужчиной, она гораздо менее известна современной аудитории, нежели Линда Лавлейс. Трейнор скончался от сердечного приступа в 64-летнем возрасте в 2002 году, через несколько месяцев после гибели бывшей жены Борман. Её сестра Барбара в документальном фильме 2005 года «В глубокой глотке» заявила, что жалеет, что Трейнор умер раньше, чем она бы смогла убить его.
В 1976 году Линда Лавлейс была выбрана на главную роль в эротическом фильме «Лаура». По словам продюсера, актриса в то время постоянно употребляла наркотики. Тогда же Лавлейс заявила, что «Господь изменил её жизнь», и она более не будет сниматься в порнографии. Она отказывалась раздеваться для съёмок и даже была против показа статуи Венеры Милосской из-за её обнажённой груди. В итоге Лавлейс заменили на французскую актрису Анни Белль.

## Движение против порнографии
В 1980 году Линда Борман начала активную кампанию, направленную против порнографии и эксплуатации женщин. Она приняла христианство и стала феминисткой. Совместно с юристом и журналистом Майком Макгреди Борман опубликовала автобиографию «Тяжёлые испытания» (англ. Ordeal), где описала пережитое ей насилие со стороны бывшего мужа. По её словам, все её положительные отзывы о съёмках в порнографии были продиктованы им. В этой книге она так описала свою жизнь с Трейнором:

Когда в ответ на его предложения я дала ему знать, что я не буду заниматься проституцией, и сказала ему, что собираюсь уйти, [Трейнор] избил меня, и началось постоянное психологическое насилие. Я буквально стала пленницей. Он не разрешал мне выходить из его поля зрения. Даже когда я ходила в туалет, он наблюдал за мной через дыру в двери. Ночью он спал на мне. Он слушал мои телефонные разговоры с пистолетом 45 калибра, направленным на меня. С тех пор я страдала от психологического насилия каждый день. Он испортил мои отношения с другими людьми и заставил меня выйти за него замуж по совету его адвоката.
Моим посвящением в проституцию было групповое изнасилование пятью мужчинами, организованное мистером Трейнором. Это был переломный момент в моей жизни. Он угрожал застрелить меня из пистолета, если я не сделаю это. У меня никогда раньше не было анального секса, и это порвало меня на части. Они обращались со мной как с надувной пластиковой куклой, поднимая меня и двигая в разные стороны. Они раздвигали мне ноги, пихая свои штуки на меня и в меня, они играли в музыкальные стулья с частями моего тела. Я никогда в жизни не была так напугана, опозорена и унижена. Я чувствовала себя мусором. Я занималась сексом в порнофильмах против воли, чтобы не быть убитой… Жизнь моей семьи была под угрозой.
Оригинальный текст (англ.)
When in response to his suggestions I let him know I would not become involved in prostitution in any way and told him I intended to leave, [Traynor] beat me and the constant mental abuse began. I literally became a prisoner, I was not allowed out of his sight, not even to use the bathroom, where he watched me through a hole in the door. He slept on top of me at night, he listened to my telephone calls with a .45 automatic eight shot pointed at me. I suffered mental abuse each and every day thereafter. He undermined my ties with other people and forced me to marry him on advice from his lawyer.

My initiation into prostitution was a gang rape by five men, arranged by Mr. Traynor. It was the turning point in my life. He threatened to shoot me with the pistol if I didn't go through with it. I had never experienced anal sex before and it ripped me apart. They treated me like an inflatable plastic doll, picking me up and moving me here and there. They spread my legs this way and that, shoving their things at me and into me, they were playing musical chairs with parts of my body. I have never been so frightened and disgraced and humiliated in my life. I felt like garbage. I engaged in sex acts in pornography against my will to avoid being killed... The lives of my family were threatened.

Автобиография стала бестселлером. Линду Марчиано (фамилия во втором браке) поддержали радикальные феминистки, такие как Андреа Дворкин, Глория Стайнем и Кэтрин Элис Маккиннон. Марчиано давала лекции по всей стране о насилии в среде порнографии. Она появилась в телешоу Фила Донахью. В 1986 году она заявила перед комиссией генерального прокурора США: «Всякий раз тот, кто смотрит этот фильм [Глубокая глотка], наблюдает меня изнасилованной». Ранее в интервью Toronto Sun она утверждала: «Это преступление, что кино всё ещё показывают; к моей голове всё время было приставлено оружие». В том же году Линда опубликовала автобиографию «Освобождение от рабства» (англ. Out of Bondage) с предисловием Глории Стайнем. В конце книги она дала обещание заниматься просвещением в кампусах колледжей о насилии в порнографии.
Обвинения Линды Лавлейс вызвали неоднозначную реакцию. Сам Трейнор утверждал, что бил бывшую жену лишь в рамках добровольных сексуальных игр и никогда не угрожал ей оружием. Тем не менее, по данным Дворкин и Стайнем, Лавлейс прошла детектор лжи, который подтвердил её обвинения. В 2001 году журналист Эрик Данвилл опубликовал книгу о Линде Лавлейс The Complete Linda Lovelace, где поддержал её версию событий.
Большинство бывших коллег отнеслись к заявлением Линды Борман с недоверием. Порноактёр Гарри Римс, партнёр Борман в «Глубокой глотке», отверг её заявления о насилии. В то же время, он сказал, что бывшие супруги будто бы состояли в садомазохистских отношениях, и Трейнор постоянно доминировал над женой. По словам Римса, Трейнор злился, если ему казалось, что Линда Борман получает удовольствие во время работы. Режиссёр «Глубокой глотки» Джерард Дамиано заявил, что Трейнор действительно избивал жену, однако отверг другие обвинения. Оператор «Глубокой глотки 2» Ларри Ревен говорил об энтузиазме исполнительницы во время съёмок. Линду Лавлейс поддержала порноактриса Андреа Тру, также снимавшаяся в «Глубокой глотке 2». Она заявила, что Трейнор был садистом, и его не любили все на площадке. Порноактёр Эрик Эдвардс, партнёр Лавлейс по ранним фильмам, сказал: «После „Глубокой глотки“ бизнес просто оставил Линду позади. Она не была ни особенно привлекательной, ни артистичной. Если бы она рассказала правду о своей жизни, её книга, возможно, не продавалась бы так хорошо, как выдуманная история, в которой утверждается, что её заставляли делать эти отвратительные вещи».
Впоследствии Линда Борман утверждала, что активистки движения против порнографии также зарабатывали на ней. Друзья Борман говорили, что она обиделась на Глорию Стайнем, когда та не пригласила её на свою свадьбу. По словам Данвилла, в последние годы жизни бывшая порноактриса считала, что феминистки предали её чуть ли не сильнее, чем порноиндустрия.

## Дальнейшая судьба и гибель
В 1976 году Борман вышла замуж за монтажника и владельца строительного бизнеса Ларри Марчиано, у них родилось двое детей — сын Доминик (род.1977) и дочь Линдси (род. 1980). Её последующая жизнь была омрачена бедностью и проблемами со здоровьем. Долгое время она не могла найти работу и получала пособие по безработице. Они проживали на Лонг-Айленде. Ей пришлось пройти двойную мастэктомию из-за некачественных инъекций силикона в 70-х. В 1987 году она перенесла пересадку печени в Питтсбурге, необходимую из-за переливания заражённой крови в юности. После операции она была вынуждена постоянно принимать дорогостоящие лекарства. В 1990 году бизнес её мужа обанкротился, и они переехали в Колорадо. Здесь Борман какое-то время работала в аптеке, однако вынуждена была уйти с работы из-за варикоза, вызванного, по её словам, постоянными избиениями со стороны Трейнора. В 1993 году она устроилась в компьютерную компанию, однако была уволена в следующем году за фальсификацию табеля. Супруги Марчиано развелись в 1996 году после 20 лет брака. Линда Борман охарактеризовала бывшего мужа как эмоционального тирана и алкоголика, который любил её только первые два года совместной жизни. По её словам, она сохраняла брак с ним лишь ради детей. Тем не менее, бывшие супруги сохранили близкие отношения.
После развода Линда Борман проживала в небольшом кондоминиуме в Денвере. Она работала в инвестиционной компании, а также убирала офисные помещения по ночам. В 1998 году она стала бабушкой, когда её дочь Линдси родила мальчика в 17-летнем возрасте. Борман не противилась интересу публики и раздавала автографы на различных мероприятиях, в том числе и на плакатах из «Глубокой глотки». В 2001 году 52-летняя бывшая порноактриса снялась в нижнем белье для журнала Leg Show. «Нет ничего плохого в том, чтобы выглядеть сексуально, если это сделано со вкусом», — сказала она. Однако, по словам её друзей, Борман согласилась на съёмки исключительно из-за нехватки денег. Незадолго до гибели она собирала материалы для открытия Музея секса в Манхэттене (англ. Manhattan's Museum of Sex).
3 апреля 2002 года Линда Борман вновь попала в ДТП, врезавшись в бетонный столб, и получила множественные травмы. 22 апреля ей в присутствии родителей, бывшего мужа Марчиано и их детей отключили аппарат искусственного жизнеобеспечения. Борман было 53 года. «Все могли знать её как кого-то ещё, но мы знали её как маму и как Линду», — сказал Марчиано. Линда была похоронена в городе Паркер, штат Колорадо.

## Память и значение
Линда Лавлейс считается первой в истории порнозвездой. До неё имена актёров «фильмов для взрослых» были неизвестны аудитории. Порнофильмы были короткометражками и демонстрировались в подпольных кинотеатрах. «Глубокая глотка» стал одним из самых известных и коммерчески успешных порнофильмов в истории США, а также одним из факторов сексуальной революции. С этого фильма началась эра порношика, которая длилась около 10 лет. В дальнейшем в порноиндустрии появился термин «синдром Линды Лавлейс» для описания таких порноактрис, как Энджел Келли и Саманта Фокс, которые стали звёздами, а затем порицали своё прошлое и стали феминистками. Линда Лавлейс была посмертно включена в Зал славы Legends of Erotica. Порноактёр и основатель организации Protecting Adult Welfare Уильям Маргольд сказал: «Я полагаю, что она, по праву, легенда, и единственное, что я могу сделать для неё, — это посмертно включить её в январе». Как мемуаристка Лавлейс, вероятно, была единственной американской знаменитостью, которая опубликовала 4 автобиографии, каждая из которых стала бестселлером.
В честь Линды Лавлейс был назван язык программирования Linda. Название было вдохновлено языком программирования Ада, названным в честь математика и первого программиста в истории Ады Лавлейс. Кантри-певец Дэвид Аллан Коу в 1978 году написал песню «Linda Lovelace». В 2008 году инди-поп-исполнитель Marc with a C выпустил альбом Linda Lovelace for President с одноимённой композицией. В том же году в Лос-Анджелесе была поставлена рок-опера Lovelace: A Rock Musical, основанная на автобиографиях порноактрисы.
В 2005 году был выпущен документальный фильм «В глубокой глотке». В 2013 году вышла на экраны биографическая драма режиссёров Роба Эпштейна и Джеффри Фридамана «Лавлэйс» c Амандой Сейфрид в главной роли и Питером Сарсгаардом в роли Чака Трейнора. В фильме показана «феминистская» версия история жизни Линды. Консультантом был Эрик Данвилл, её друг и биограф. Картина получила положительную оценку от детей Линды Борман и феминистки Кэтрин Маккиннон, её соратницы в борьбе против порнографии.

## Фильмография
- 1969 — Dog Fucker (aka Dogarama)
- 1971 — Piss Orgy
- 1972 — Глубокая глотка / Deep Throat
- 1974 — The Confessions of Linda Lovelace
- 1974 — Linda Lovelace Meets Miss Jones
- 1974 — Глубокая глотка 2 / Deep Throat Part II (медсестра Лавлейс)
- 1975 — Линду Лавлейс в президенты / Linda Lovelace for President